# 716.ª Divisão de Infantaria (Alemanha)
A 716ª Divisão de Infantaria (em alemão:716. Infanterie-Division) foi uma unidade militar que serviu no Exército alemão durante a Segunda Guerra Mundial.

## Comandantes
| Comandante                       | Data                                           |
| -------------------------------- | ---------------------------------------------- |
| Generalleutnant Otto Matterstock | 3 de maio de 1941 - 1 de abril de 1943         |
| Generalleutnant Wilhelm Richter  | 1 de abril de 1943 - ? de maio de 1944         |
| Generalmajor Ludwig Krug         | ? de maio de 1944 - 10 de junho de 1944        |
| Generalleutnant Wilhelm Richter  | 10 de junho de 1944 - 14 de agosto de 1944     |
| Generalmajor Otto Schiel         | 14 de agosto de 1944 - 1 de setembro de 1944   |
| Generalleutnant Wilhelm Richter  | 1 de setembro de 1944 - 7 de setembro de 1944  |
| Generalmajor Ernst von Bauer     | 7 de setembro de 1944 - 1 de outubro de 1944   |
| Generalmajor Wolf Ewert          | 30 de dezembro de 1944 - 18 de janeiro de 1945 |

## Oficiais de operações
| Oberstleutnant Walter Dommasch | junho de 1941 - maio de 1942                   |
| Major Rudolf Beelitz           | maio de 1942 - setembro de 1942                |
| Major Erich Labrenz            | 1 de setembro de 1942 - 10 de setembro de 1943 |
| Major Joachim Brückner         | 10 de setembro de 1943 - 20 de outubro de 1943 |
| Major Karl Bachus              | 25 de outubro de 1943 - 20 de junho de 1944    |
| Major Johannes Marahrens       | 20 de junho de 1944 - 1 de janeiro de 1945     |
| Major Hellmut Lexis            | 1 de janeiro de 1945 - 20 de fevereiro de 1945 |
| Major Hans-Ludwig Kuhlenkampff | 20 de fevereiro de 1945 - 1945                 |

## Área de operações
| Alemanha | maio de 1941 - junho de 1941    |
| França   | junho de 1941 - janeiro de 1945 |